# Alice Matzdorff

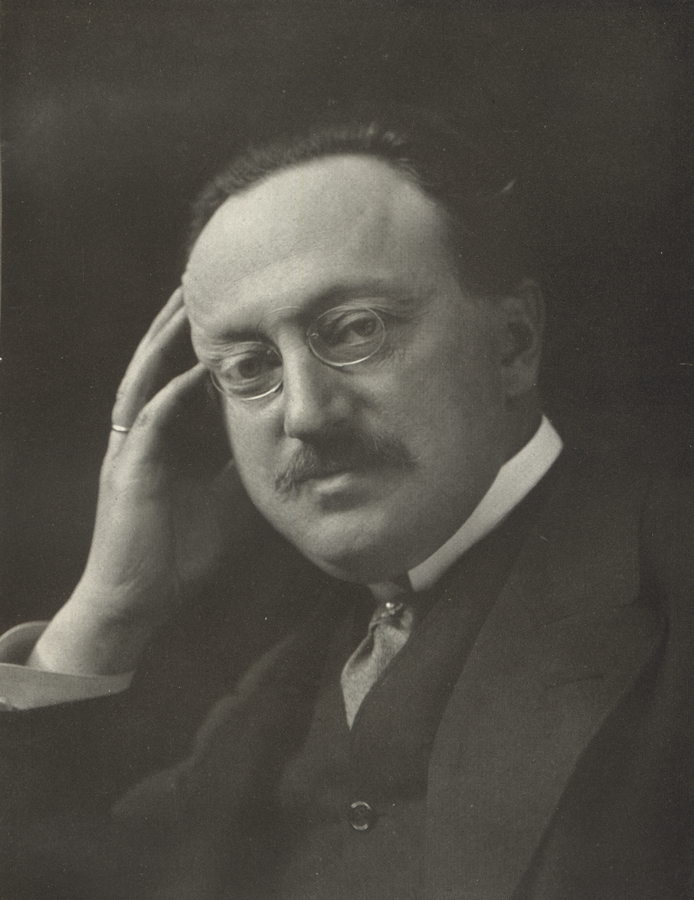
Porträt von Ludwig Fulda (Alice Matzdorff 1912)

Alice Matzdorff (* 22. November 1877 in Breslau; † 24. November 1932 in Berlin) war eine deutsche Fotografin.

## Leben
Alice Matzdorff war die Tochter des Kaufmanns Siegmund Matzdorff und dessen Frau Flora, geb. Schreyer. 1920 heiratete sie in Berlin den Diplomingenieur Ernst Jungmann. Sie betrieb in Berlin ein eigenes Foto-Atelier unter der Adresse Lützowufer 36. Zahlreiche ihrer Fotos wurden in Zeitungen und Zeitschriften sowie in Büchern abgedruckt. Ab 1910 unterrichtete sie an der Humboldt-Akademie in Berlin Fotografie. Auf der 1912 in Berlin stattfindenden Ausstellung „Die Frau in Haus und Beruf“ war Alice Matzdorff mit Landschaftsaufnahmen und Porträts vertreten.
Nach ihrem Tod ging ihr Atelier auf ihren Ehemann über, der 1938 vermutlich wegen der nationalsozialistischen Verfolgung 1938 nach Großbritannien emigrierte und 1962 in New York verstarb. 

## Veröffentlichungen
- Photographische Erfahrungen in Ägypten. In: Photographische Rundschau und Mitteilungen. Bd. 44 (1907), S. 83ff.
- Einiges vom Deutschen Heereswetterbericht. In: Die Bergstadt (1918), Nr. 8.
- Die Schönheit des Rhöngebirges. In: Das Echo. Nr. 1996, 13. Oktober 1921, S. 3223–3225.
- Reisewinke für den Amateurphotographen. In: Photo-Spiegel. Illustrierte Wochenschrift des Berliner Tageblatts (1926), Nr. 3, 16. Dezember 1926 (Digitalisat).
- Wir und unsere stachlichen Freunde. In: Die Gartenflora. Bd. 78 (1929), S. 106f.
- Obsternte in der Gärtner-Lehranstalt in Dahlem. In: Die Gartenflora. Bd. 80 (1931), S. 342–345.
- Der Staudengarten. In: Die Gartenflora. Bd. 81 (1932), S. 170–172.
- Ein Schloß hoch oben in den Bergen. In: Die Gartenflora. Bd. 82 (1933), S. 31f.